# 维图拉齐奥
维图拉齐奥（義大利語：Vitulazio），是意大利卡塞塔省的一个市镇。总面积22平方公里，人口6656人，人口密度302.5人/平方公里（2009年）。ISTAT代码为061100。

## 友好城市
- 法國 拉库尔讷沃